# Danielle Goyette
Danielle Goyette (* 30. Januar 1966 in Saint-Nazaire, Québec) ist eine ehemalige kanadische Eishockeyspielerin und derzeitige -trainerin.

## Karriere
Für Kanada nahm Danielle Goyette an den Olympischen Winterspielen 1998 in Nagano, 2002 in Salt Lake City und 2006 in Turin teil. Zudem stand sie im Aufgebot ihres Landes bei den Weltmeisterschaften 1992, 1994, 1997, 1999, 2000, 2001, 2004, 2005 und 2007. 2006 hatte sie die Ehre, bei der Eröffnungsfeier der Winterspiele Fahnenträgerin für das kanadische Olympiateam zu sein. Im Januar 2008 trat sie aus der kanadischen Nationalmannschaft zurück.
Seit 2007 ist Goyette Cheftrainerin der Frauen-Mannschaft der University of Calgary.
Im Jahre 2013 wurde Danielle Goyette in die IIHF Hall of Fame aufgenommen, vier Jahre später folgte die Aufnahme in die nordamerikanische Hockey Hall of Fame.

## Erfolge und Auszeichnungen
| - 1992 Goldmedaille bei der Weltmeisterschaft - 1994 Goldmedaille bei der Weltmeisterschaft - 1996 Goldmedaille bei der Eishockeymeisterschaft des Pazifiks - 1997 Goldmedaille bei der Weltmeisterschaft - 1998 Silbermedaille bei den Olympischen Winterspielen - 1999 Goldmedaille bei der Weltmeisterschaft - 2000 Goldmedaille bei der Weltmeisterschaft - 2001 Goldmedaille bei der Weltmeisterschaft - 2002 Goldmedaille bei den Olympischen Winterspielen - 2004 Goldmedaille bei der Weltmeisterschaft | - 2005 Silbermedaille bei der Weltmeisterschaft - 2006 Goldmedaille bei den Olympischen Winterspielen - 2007 Goldmedaille bei der Weltmeisterschaft - 2012 Goldmedaille bei der Weltmeisterschaft (als Assistenztrainerin) - 2013 Silbermedaille bei der Weltmeisterschaft (als Assistenztrainerin) - 2013 Aufnahme in die IIHF Hall of Fame - 2014 Goldmedaille bei den Olympischen Winterspielen (als Assistenztrainerin) - 2017 Aufnahme in die Hockey Hall of Fame - 2018 Order of Hockey in Canada |